# Hornera curvirostra
Hornera curvirostra är en mossdjursart som beskrevs av Hejjas 1894. Hornera curvirostra ingår i släktet Hornera och familjen Horneridae. Inga underarter finns listade i Catalogue of Life.